# Contrada Sant'Ambrogio
La contrada Sant'Ambrogio è una delle otto contrade in cui è divisa la città lombarda di Legnano. È situata nella zona centro-sud della città. Partecipa annualmente al palio di Legnano ed è stata istituita in occasione dell'organizzazione della festa del Carroccio (1932).

## Storia

Corte lombarda nel quartiere legnanese di Sant'Ambrogio negli anni sessanta del XX secolo

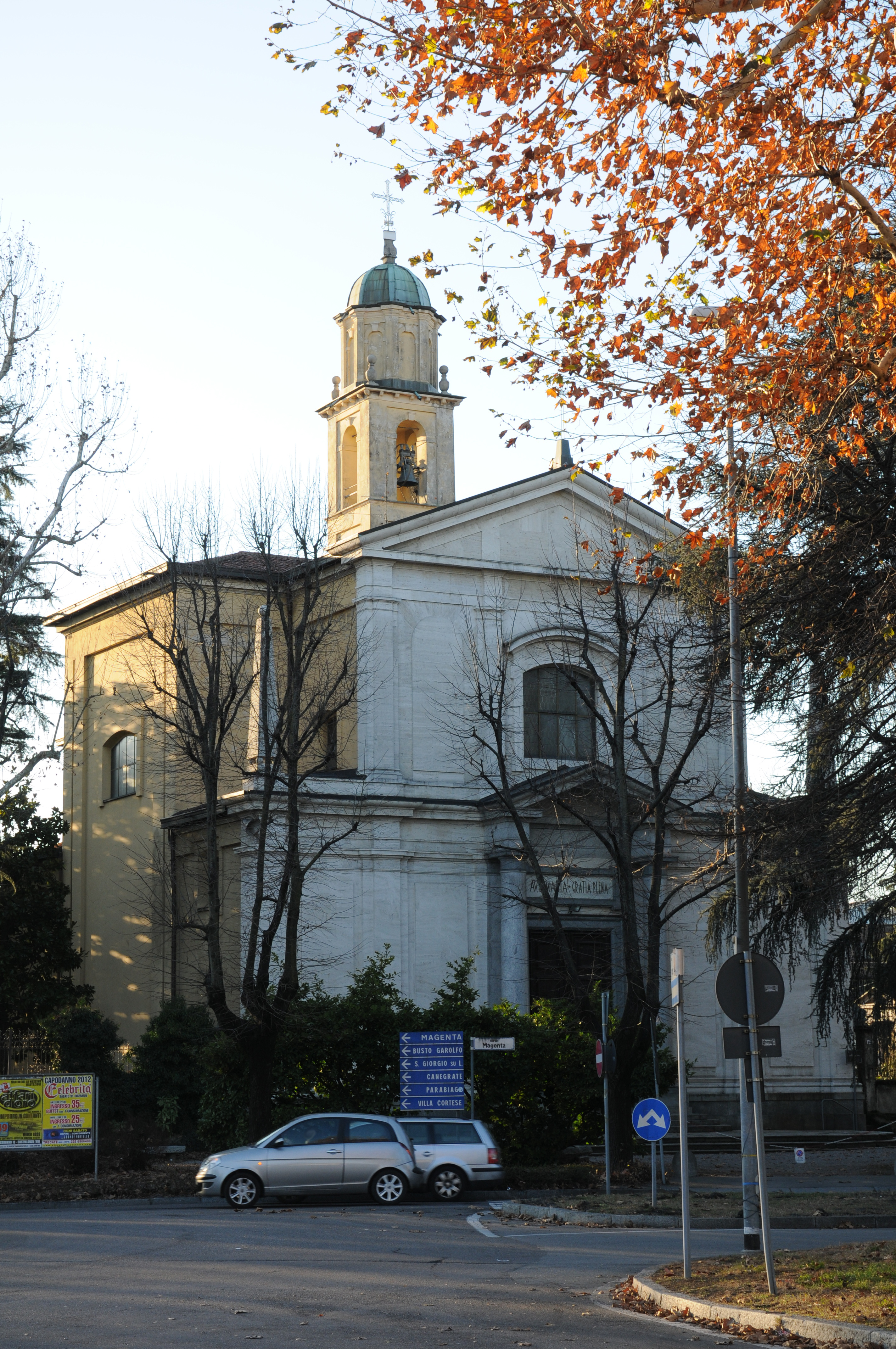
Il santuario della Madonna delle Grazie di Legnano

Il territorio della contrada comprende parte del centro storico della città del Carroccio. L'abitato appartenente alla contrada di Sant'Ambrogio è pertanto tra i più antichi di Legnano e include, tra l'altro, il santuario della Madonna delle Grazie.
Ancora oggi la contrada viene ricordata con l'appellativo dialettale legnanese Burgu di maragàsc (in italiano, "Borgo del granoturco") per via dei fusti di granoturco che un tempo erano conservati nei vecchi cortili per poi essere bruciati.
Il centro storico di Legnano ha una forma allungata lungo la direttrice tracciata da un'antica strada che corrisponde ai moderni corso Magenta e Garibaldi, che fanno da confine tra le contrade di Sant'Ambrogio e San Magno. Questa strada proviene dalla Valle Olona e mette in comunicazione Castellanza con Legnano attraversando l'agglomerato urbano legnanese da nord a sud; all'ingresso e all'uscita da Legnano furono costruite due porte di accesso di cui una, quella meridionale, era conosciuta come "Porta di Sotto": fu demolita nel 1818 perché rendeva difficoltosa la circolazione dei carri degli agricoltori.
A nord, nel rione Mugiato, era presumibilmente situata una "Porta di Sopra" della quale, però, non sono rimaste testimonianze tangibili, dato che fu verosimilmente abbattuta in tempi più remoti. Il tratto di corso Garibaldi che attraversa la contrada Sant'Ambrogio era anticamente conosciuto come contrada maggiore.
Il territorio della contrada potrebbe essere stato teatro degli scontri decisivi della battaglia di Legnano. Il Carroccio venne posizionato sul bordo di un ripido pendio fiancheggiante l'Olona, così che la cavalleria imperiale, il cui arrivo era previsto da Castellanza lungo il corso del fiume, sarebbe stata obbligata ad assalire il centro dell'esercito della Lega Lombarda risalendo una scarpata. Federico Barbarossa sarebbe stato quindi costretto ad attaccare l'esercito comunale in una situazione di svantaggio, dato che avrebbe dovuto sferrare l'assalto dal basso. 

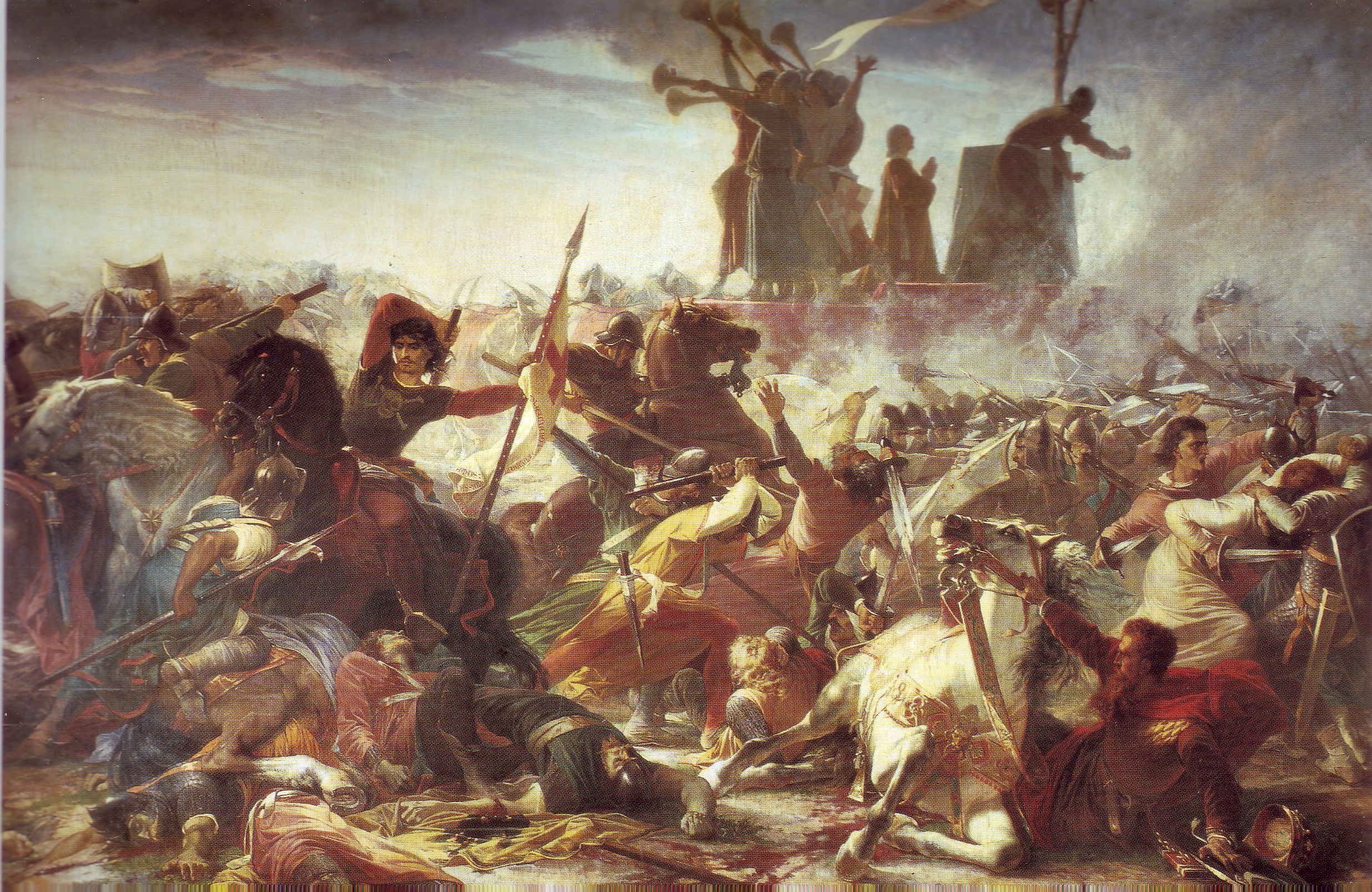
La Battaglia di Legnano di Amos Cassioli (1860), dipinto conservato presso la Galleria d'arte moderna di Palazzo Pitti a Firenze

Questa scelta si rivelò poi sbagliata: il Barbarossa arrivò infatti da Borsano, cioè dalla parte opposta, obbligando le truppe comunali, che avevano la strada di fuga sbarrata dall'Olona, a resistere intorno al Carroccio. Una delle cronache dell'epoca, gli Annali di Colonia, contiene infatti un'informazione che indica dove probabilmente fosse il Carroccio:
(Annali di Colonia)
Ciò potrebbe significare che le fasi decisive della famosa battaglia siano state combattute nell'odierna contrada San Martino oppure in prossimità del quartiere legnanese della "Costa di San Giorgio", e quindi su un territorio ora appartenente alla contrada di Sant'Ambrogio, a quella di San Magno e al comune di San Giorgio su Legnano, non essendo in altra parte del Legnanese individuabile un'altra scarpata con queste caratteristiche. Tra il quartiere della Costa di San Giorgio e l'Olona è ancora oggi presente un pendio che è stato in seguito incluso nel parco castello.

## La chiesa di riferimento

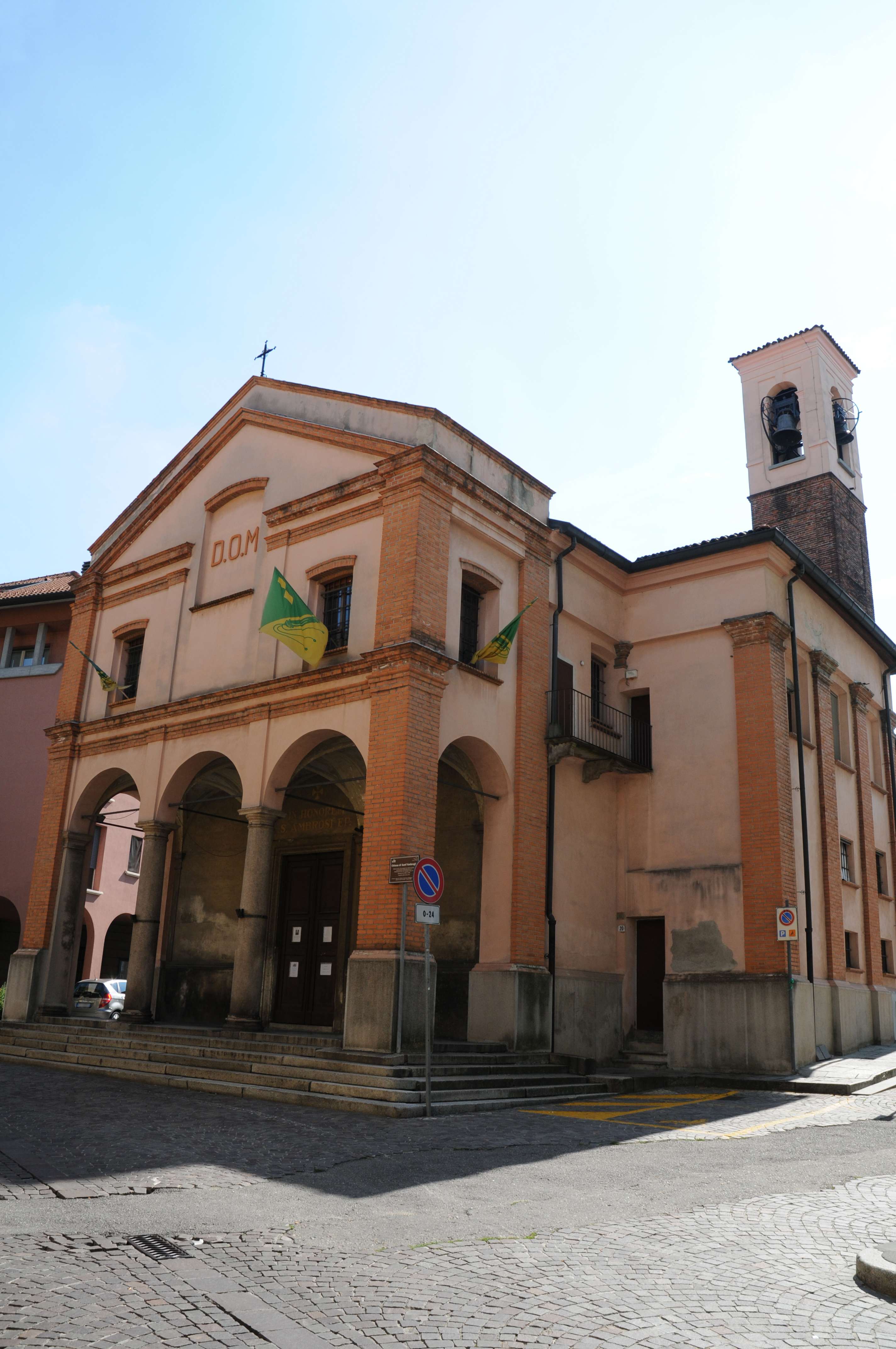
La chiesa di Sant'Ambrogio

La contrada fa riferimento alla chiesa di Sant'Ambrogio. In occasione della vittoria della contrada nella corsa ippica, la copia della croce di Ariberto da Intimiano viene solennemente traslata nella chiesa di riferimento del rione vincitore e qui conservata per un anno: questo ambito simbolo di vittoria è custodito nella chiesa fino all'edizione successiva del palio. È la chiesa della città con le origini più antiche.
La prima citazione di un edificio religioso dedicato a sant'Ambrogio a Legnano è contenuta in un documento del 1389, il Liber Notitiae Sanctorum Mediolani, che fu scritto da Goffredo da Bussero. La chiesa, nella forma moderna, risale al 1590; venne costruita sui resti del precedente tempio dedicato a Sant'Ambrogio. All'epoca era infatti comune che le nuove chiese venissero ricostruite mantenendo qualche resto (ad esempio una parete o un altare) della costruzione precedente. La chiesa di Sant'Ambrogio ha subito un ingrandimento nel 1740, dopo il quale ha assunto il moderno aspetto. Le opere d'arte più importanti presenti nella chiesa di Sant'Ambrogio sono alcuni dipinti di Giambattista e Francesco Lampugnani, che risalgono al XVII secolo.

## Il maniero

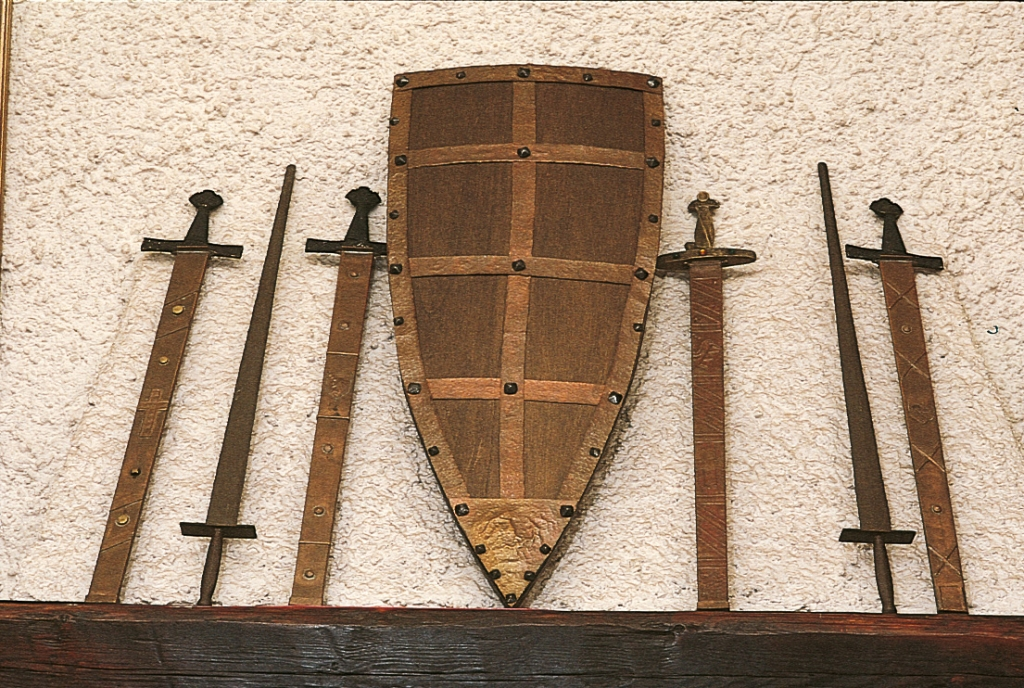
Interno del maniero della Contrada Sant'Ambrogio

Nel corso della sua storia la contrada ha cambiato diversi manieri. Originariamente il rione aveva sede all'interno del cortile Cairoli, poi nella corte adiacente all'oratorio e in seguito nell'antico cortile del Brianza, che si trova di fronte alla chiesa di Sant'Ambrogio e che è caratterizzato da un portale d'ingresso di grande pregio architettonico. Dato che parte del territorio della contrada comprende il centro storico della città non è stato facile, per il rione, trovare una sede definitiva che fosse ampia a sufficienza, che avesse un prezzo abbordabile e che rispondesse alle esigenze legate alla vita associativa.
Alla fine la scelta è caduta su uno stabile che si trova al centro della contrada, in via Madonna delle Grazie, lungo una strada che collega la chiesa di Sant'Ambrogio e il santuario della Madonna della Grazie, ovvero i due edifici di culto presenti nel rione. Il maniero, che è di proprietà della contrada, ha sede in un edificio moderno a due piani; l'interno è stato modificato in modo tale da richiamare lo stile medievale con l'utilizzo di mobili d'epoca e con la realizzazione di alcune vetrate artistiche. Al piano terreno sono presenti il bar e il salone principale che può ospitare, anche in caso di cene, circa 150 persone, mentre al piano superiore sono state ricavate le stanze di lavoro, come quella destinata alla preparazione dei costumi della sfilata e la sala del consiglio, le cui pareti sono ornate da opere che riproducono sant'Ambrogio.

## I colori ed il gonfalone

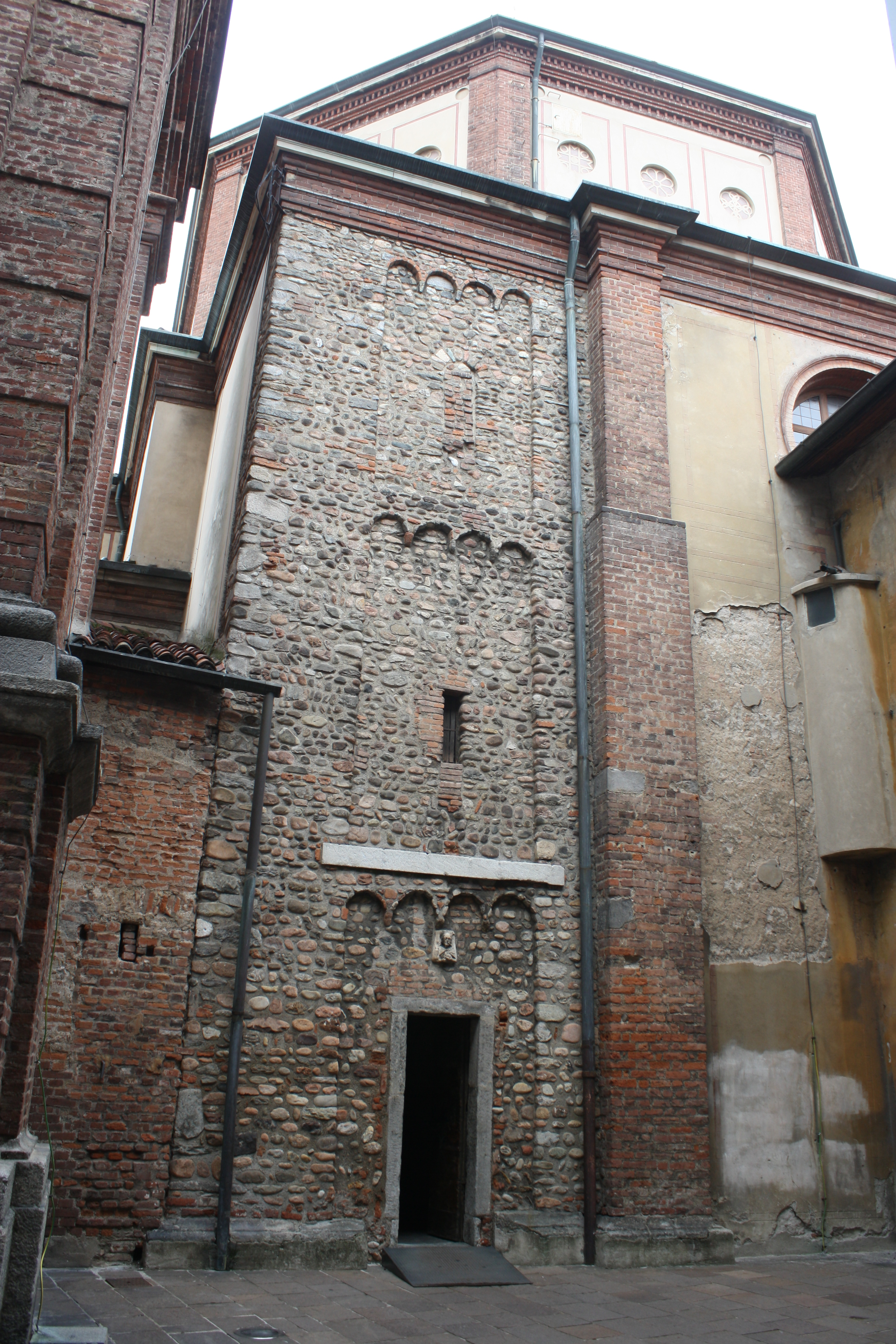
I resti del campanile romanico dell'antica chiesa di San Salvatore, ora inglobati nella basilica di San Magno

I colori della contrada sono spiegati da una leggenda e da un fatto storico realmente accaduto. La leggenda racconta che una volta all'anno, in una notte di febbraio, un demone dalla pelle gialla aveva l'abitudine di aggirarsi per le vie del rione vestito di una vecchia tunica verdastra, con l'intento di recarsi nella chiesa di Sant'Ambrogio a compiere dei furti. Le scorribande durarono fino a quando il parroco, stanco di queste sparizioni, infilò nella serratura del portone d'ingresso una coroncina di rosario: in questo modo il demone trovò le sue chiavi ostacolate e mise le dita per liberare il foro, ma toccando l'oggetto sacro si sgonfiò e morì, lasciando sul sagrato la sua pelle giallastra ed il suo il mantello verde. Il mattino seguente i fedeli, recandosi in chiesa, trovarono tali resti e adottarono questi colori a simbolo della contrada.

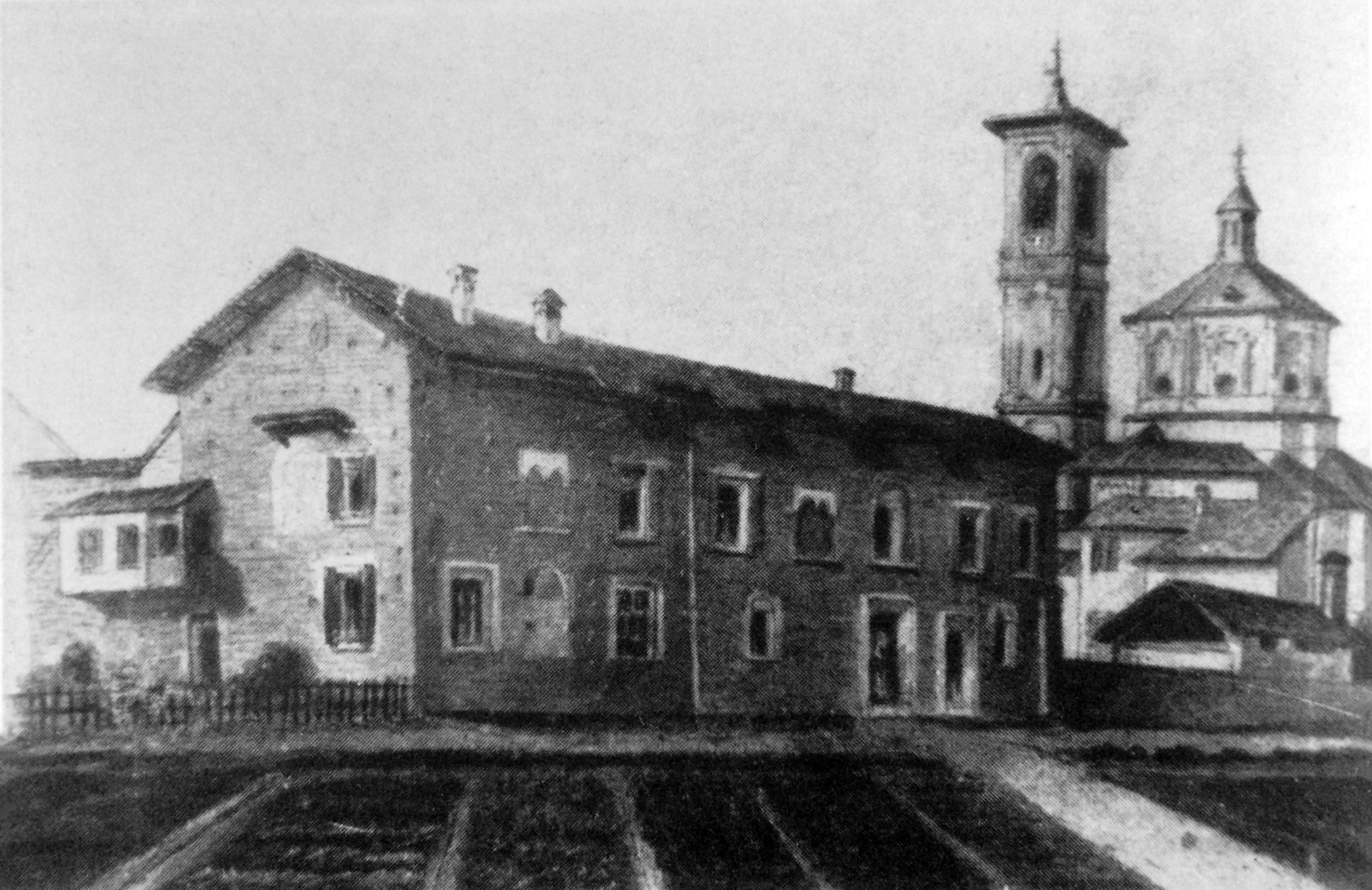
L'antico palazzo Leone da Perego medievale, demolito alla fine del XIX secolo e in seguito sostituito dal moderno e omonimo edificio, in un acquarello di Giuseppe Pirovano

Un'altra spiegazione, questa volta di carattere storico, proviene dal ritrovamento della salma dell'arcivescovo di Milano Leone da Perego, deceduto a Legnano nel 1257 nell'omonimo palazzo, sotto il portico della chiesa di Sant'Ambrogio; questo ritrovamento avvenne nel 1650 durante i lavori di ampliamento dell'edificio religioso. A tal proposito Agostino Pozzo, prevosto di Legnano, scrisse:
(Agostino Pozzo)
Secondo invece due cronisti medievali, la salma di Leone da Perego venne inumata nella chiesa legnanese di San Salvatore. Sempre secondo i resoconti di Agostino Pozzo, per ritrovare il suo tesoro, che si credeva sepolto nella chiesa di sant'Ambrogio e che si diceva composto da oggetti d'aurei e di bronzo, si continuò a scavare, ma invano. Dopo il suo ritrovamento, la salma di Leone da Perego scomparve senza più lasciare traccia.
Considerando l'evento storico legato al ritrovamento della salma dell'arcivescovo, il significato del giallo e del verde è collegato, rispettivamente, all'oro e al bronzo del tesoro di Leone da Perego. Sul gonfalone è della contrada è invece raffigurato lo staffile di sant'Ambrogio.

## Albo d'oro delle reggenze
L'albo d'oro delle reggenze della contrada Sant'Ambrogio è:
| Anno | Capitano                        | Castellana            | Gran priore         | Scudiero            |
| --- | ------------------------------- | --------------------- | ------------------- | ------------------- |
| 1935 | Carlo Pensotti, poi Carlo Galli | -                     | -                   | -                   |
| 1936 | Osvaldo Prandoni                | -                     | -                   | -                   |
| 1937 | Luigi Assi                      | -                     | -                   | -                   |
| 1938 | Carlo Rossini                   | -                     | -                   | -                   |
| 1939 | Vito Silvestri                  | -                     | -                   | -                   |
| Dal 1940 al 1951 tutte le attività relative al palio di Legnano sono state sospese a causa delle vicende belliche legate alla seconda guerra mondiale |                                 |                       |                     |                     |
| 1952 | Enzo Pagani                     | Cittera               | -                   | Paolo Cairoli       |
| 1953 | Enzo Pagani                     | Langè                 | -                   | Paolo Cairoli       |
| 1954 | Enzo Pagani                     | Anna Pravettoni       | -                   | Paolo Cairoli       |
| 1955 | Enzo Pagani                     | Anna Pravettoni       | -                   | Paolo Cairoli       |
| 1956 | Enzo Pagani                     | Anna Pravettoni       | -                   | Gino Ruzzon         |
| 1957 | Enzo Pagani                     | Enrica Barbaglia      | -                   | Gino Ruzzon         |
| 1958 | Enzo Pagani                     | Enrica Barbaglia      | -                   | Gino Ruzzon         |
| 1959 | Enzo Pagani                     | Enrica Barbaglia      | -                   | Gino Ruzzon         |
| 1960 | Sem Prandoni                    | Anna Sartorelli       | -                   | Gino Ruzzon         |
| 1961 | Sem Prandoni                    | Luciana Sartorelli    | -                   | Rolando Nizzolini   |
| 1962 | Sem Prandoni                    | Luciana Sartorelli    | -                   | Rolando Nizzolini   |
| 1963 | Sem Prandoni                    | Luciana Sartorelli    | -                   | Rolando Nizzolini   |
| 1964 | Benedetto Sartorelli            | Silvana Borsani       | -                   | Rolando Nizzolini   |
| 1965 | Benedetto Sartorelli            | Anna Menticelli       | -                   | Rolando Nizzolini   |
| 1966 | Benedetto Sartorelli            | Roberta Colombo Bolla | -                   | Rolando Nizzolini   |
| 1967 | A. Della Foglia                 | Luisa Cozzi Maria     | -                   | Rolando Nizzolini   |
| 1968 | Ermanno Romanò                  | Patrizia Crespi       | -                   | Eupreprio Rizzo     |
| 1969 | Ermanno Romanò                  | Patrizia Crespi       | -                   | Eupreprio Rizzo     |
| 1970 | Ermanno Romanò                  | Luisa Bellotti Maria  | -                   | Eupreprio Rizzo     |
| 1971 | Ermanno Romanò                  | Alessandra Ferrario   | Genesio Mocchetti   | Eupreprio Rizzo     |
| 1972 | Ermanno Romanò                  | Alessandra Ferrario   | Genesio Mocchetti   | Eupreprio Rizzo     |
| 1973 | Edoardo Molteni                 | Donatella Bertelli    | Genesio Mocchetti   | Eupreprio Rizzo     |
| 1974 | Edoardo Molteni                 | Donatella Bertelli    | Genesio Mocchetti   | Eupreprio Rizzo     |
| 1975 | Giuliano Locatelli              | Patrizia Colombo      | Edoardo Molteni     | Eupreprio Rizzo     |
| 1976 | Giuliano Locatelli              | Carmen Cattaneo       | Edoardo Molteni     | Gianni Gilormello   |
| 1977 | Luca Pagani                     | Carmen Cattaneo       | Ermanno Romanò      | Gianni Gilormello   |
| 1978 | Luca Pagani                     | Carmen Cattaneo       | Ermanno Romanò      | Gianni Gilormello   |
| 1979 | Luca Pagani                     | Carmen Cattaneo       | Giancarlo Lamperti  | Massimo Borsani     |
| 1980 | Giancarlo Peroni                | Patrizia Alli         | Rino Franchi        | Massimo Borsani     |
| 1981 | Gianpiero Mari                  | Patrizia Alli         | Alessandra Ferrario | Rolando Nizzolini   |
| 1982 | Gianpiero Mari                  | Patrizia Alli         | Enzo Pagani         | Rolando Nizzolini   |
| 1983 | Gianpiero Mari                  | Patrizia Alli         | Enzo Pagani         | Rolando Nizzolini   |
| 1984 | Gianpiero Mari                  | Rosanna Garavaglia    | Enzo Pagani         | Rolando Nizzolini   |
| 1985 | Marco Cairoli                   | Paola Sartorelli      | Alfiero Sartorelli  | Remo Bevilacqua     |
| 1986 | Marco Cairoli                   | Paola Sartorelli      | Alfiero Sartorelli  | Remo Bevilacqua     |
| 1987 | Marco Cairoli                   | Paola Sartorelli      | Alfiero Sartorelli  | Remo Bevilacqua     |
| 1988 | Remo Bevilacqua                 | Paola Collimedaglia   | Roberto Cattaneo    | Mario Fisichella    |
| 1989 | Remo Bevilacqua                 | Paola Collimedaglia   | Rino Franchi        | Luciano Vignati     |
| 1990 | Angelo Vignati                  | Daniela Toia          | Rino Franchi        | Giovanni Roveda     |
| 1991 | Angelo Vignati                  | Daniela Toia          | Ezio Toia           | Giovanni Roveda     |
| 1992 | Giovanni Roveda                 | Daniela Toia          | Ezio Toia           | Vittorio Tammaro    |
| 1993 | Alberto Romanò                  | Isabella Rondanini    | Ezio Toia           | Eugenio Bertoglio   |
| 1994 | Alberto Romanò                  | Isabella Rondanini    | Ezio Toia           | Eugenio Bertoglio   |
| 1995 | Alberto Romanò                  | Raffaella Toia        | Rita Saredi         | Leandro Bertazzi    |
| 1996 | Alberto Romanò                  | Raffaella Toia        | Rita Saredi         | Leandro Bertazzi    |
| 1997 | Alberto Romanò                  | Raffaella Toia        | Vincenzo Armatura   | Leandro Bertazzi    |
| 1998 | Alberto Romanò                  | Raffaella Toia        | Vincenzo Armatura   | Leandro Bertazzi    |
| 1999 | Alberto Romanò                  | Raffaella Toia        | Alessandro Rota     | Roberto Brignoli    |
| 2000 | Alberto Romanò                  | Sabrina Marra         | Alessandro Rota     | Diego Bianchi       |
| 2001 | Alberto Romanò                  | Sabrina Marra         | Alessandro Rota     | Luigi Casadio       |
| 2002 | Remo Bevilacqua                 | Sabrina Marra         | Giovanni Roveda     | Luigi Casadio       |
| 2003 | Remo Bevilacqua                 | Sara Bertazzi         | Giovanni Roveda     | Massimiliano Roveda |
| 2004 | Remo Bevilacqua                 | Sara Bertazzi         | Giovanni Roveda     | Massimiliano Roveda |
| 2005 | Remo Bevilacqua                 | Sara Bertazzi         | Giovanni Roveda     | Massimiliano Roveda |
| 2006 | Remo Bevilacqua                 | Roberta Tammaro       | Giovanni Roveda     | Massimiliano Roveda |
| 2007 | Marco Vitali                    | Patrizia Marra        | Rino Franchi        | Adelio Berton       |
| 2008 | Marco Vitali                    | Patrizia Marra        | Rino Franchi        | Mario Venditti      |
| 2009 | Marco Vitali                    | Patrizia Marra        | Rino Franchi        | Mario Venditti      |
| 2010 | Marco Vitali                    | Patrizia Marra        | Fabrizio Nicoletti  | Simone Pagani       |
| 2011 | Massimiliano Roveda             | Marta Garavaglia      | Nicoletti Fabrizio  | Giacomo Alberio     |
| 2012 | Massimiliano Roveda             | Marta Garavaglia      | Nicoletti Fabrizio  | Giacomo Alberio     |
| 2013 | Massimiliano Roveda             | Marta Garavaglia      | Nicoletti Fabrizio  | Giacomo Alberio     |
| 2014 | Massimiliano Roveda             | Marta Garavaglia      | Nicoletti Fabrizio  | Giacomo Alberio     |
| 2015 | Massimiliano Franchi            | Ilaria Verità         | Mario Venditti      | Luigi Plastino      |
| 2016 | Massimiliano Franchi            | Ilaria Verità         | Mario Venditti      | Luigi Plastino      |
| 2017 | Massimiliano Franchi            | Ilaria Verità         | Sabrina Marra       | Mattia Landi        |
| 2018 | Massimiliano Franchi            | Ilaria Verità         | Sabrina Marra       | Mattia Landi        |
| 2019 | Remo Bevilacqua                 | Silvia Mocchetti      | Sabrina Marra       | Andrea Marazzini    |
| 2020 | Remo Bevilacqua                 | Silvia Mocchetti      | Sabrina Marra       | Andrea Marazzini    |
| 2021 | Remo Bevilacqua                 | Silvia Mocchetti      | Sabrina Marra       | Paolo Nicoletti     |
| 2022 | Mattia Landi                    | Francesca Piazza      | Ermenegildo Pizzo   | Alessandro Ortica   |
| 2023 | Mattia Landi                    | Francesca Piazza      | Ermenegildo Pizzo   | Alessandro Ortica   |
| 2024 | Mattia Landi                    | Giulia Restelli       | Ermenegildo Pizzo   | Alessandro Ortica   |
| 2025 | Mattia Landi                    | Giulia Restelli       | Ermenegildo Pizzo   | Jacopo Bertelli     |

Nota: in grassetto le reggenze che hanno retto la contrada in occasione delle vittorie al palio.

## Contrade avversarie
- San Magno[1].
- Legnarello[2].

## La contrada ed il palio
La contrada di Sant'Ambrogio ha conquistato 7 vittorie al palio: 1962, 1968, 1986, 1988, 2004, 2012 e 2025.
| N° vittoria | Anno | Capitano            | Fantino                        | Cavallo      |
| ----------- | ---- | ------------------- | ------------------------------ | ------------ |
| 1           | 1962 | Sem Prandoni        | Giorgio Terni detto Vittorino  | La Gigolette |
| 2           | 1968 | Ermanno Romanò      | Ettore Simonazzi               | Capriccio    |
| 3           | 1986 | Marco Cairoli       | Antonello Casula detto Moretto | Sarazar      |
| 4           | 1988 | Remo Bevilacqua     | Luca Semenzato detto Cecchetti | Sarazar      |
| 5           | 2004 | Remo Bevilacqua     | Dino Pes detto Velluto         | Soldato      |
| 6           | 2012 | Massimiliano Roveda | Silvano Mulas detto Voglia     | Deo Volente  |
| 7           | 2025 | Mattia Landi        | Giuseppe Zedde detto Gingillo  | Aristoteles  |

La contrada ha anche vinto tredici edizioni della provaccia (1986, 1989, 1992, 1993, 1994, 1996, 1998, 1999, 2001, 2008, 2019, 2021, 2024) realizzando in un'occasione il "cappotto" (1986).

### Esplicative
1. ↑  In italiano: "mi abbiano in odio, purché mi temano".
2. ↑  I "manieri" sono le sedi delle contrade di Legnano.

### Bibliografiche
1. 1 2   Il Palio di Legnano entra nel vivo: le rivalità, su ilgiorno.it. URL consultato il 13 maggio 2016.
2. 1 2   Traslazione della Croce: Sant'Ambrogio contro Legnarello, su ilgiorno.it. URL consultato il 13 maggio 2016.
3. ↑  D'Ilario, 2000, p. 4.
4. 1 2 3   Contrada Sant'Ambrogio, su collegiodeicapitani.it. URL consultato il 4 aprile 2014.
5. ↑  D'Ilario, 1984, p. 213.
6. ↑  Ferrarini, p. 101.
7. ↑  Agnoletto, pp. 32-33.
8. ↑  D'Ilario, 1984, p. 98.
9. 1 2  Agnoletto, p. 39.
10. 1 2 3  D'Ilario, 1984, p. 233.
11. ↑   Amos Cassoli, La battaglia di Legnano, 1860, su musica.san.beniculturali.it. URL consultato il 14 aprile 2016 (archiviato dall'url originale il 4 giugno 2016).
12. ↑  D'Ilario, 1976, p. 85.
13. 1 2   La Chiesa di S.Ambrogio:Gli oltre dieci secoli di storia del più antico tempio di Legnano, su legnano.org. URL consultato il 4 aprile 2014 (archiviato dall'url originale il 27 giugno 2007).
14. 1 2  D'Ilario, 1984, p. 236.
15. ↑  D'Ilario, 1984, p. 238.
16. 1 2  D'Ilario, 1984, p. 244.
17. 1 2 3 4 5  Autori vari, p. 202.
18. ↑  Autori vari, pp. 202-203.
19. ↑  D'Ilario, 1984, p. 211.
20. 1 2  D'Ilario, 1984, p. 237.
21. ↑  Ferrarini, p. 56.
22. ↑   Le reggenze (PDF), su paliodilegnano.it. URL consultato il 6 agosto 2017.
23. 1 2   L'albo d'oro del Palio di Legnano, su contradalegnarello.it. URL consultato il 4 aprile 2014.
24. ↑   La Provaccia, su contradalegnarello.it. URL consultato il 29 maggio 2017.